# Slag bij Leuven (891)

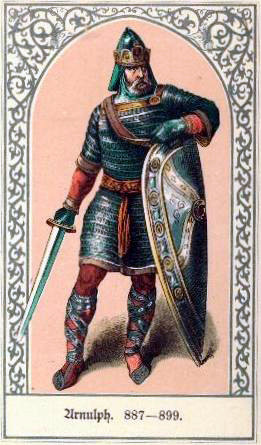
Koning Arnulf van Karinthië leidde de Oost-Franken naar de overwinning tegen de Vikingen

De Slag bij Leuven, ook wel Slag bij de Dijle, was een veldslag op 1 september 891 bij Leuven, aan de rivier de Dijle, waarbij de Franken de Vikingen versloegen en daarmee de invallen in de Lage Landen tot een eind brachten. De veldslag werd beschreven in de kroniek Annales Fuldenses. Het was een van de eerste keren dat Leuven in de geschiedschrijving werd vermeld (als "Loven").
In 891 vielen Deense Vikingen Lotharingen binnen en versloegen een Oost-Frankisch leger bij Maastricht. In de beslissende Slag bij Leuven versloegen de Oost-Franken onder bevel van koning Arnulf van Karinthië de Vikingen en eindigden hiermee de strooptochten van de Vikingen in de Lage Landen. De lijken van de Vikingen zouden zo talrijk zijn geweest dat de Dijle opgestopt raakte. Na de overwinning bouwde Arnulf een kasteel op de Keizersberg aan de Dijle.
De Noormannen echter, die in Noyon hadden overwinterd, hebben besloten in Leuven zich een plaats te versterken voor de winter, en ze namen de weg naar daar in de maand november. ... Koning Arnulf kwam echter met een verenigd leger de Noormannen tegemoet, en God hen beschermd heeft hij het legerkamp ingenomen, (waarbij ze) niet weinig (van) de menigte van Normannen (hebben) gedood; en zo deze overwinning behaald op deze manier is hij naar zijn koninkrijk teruggekeerd.— Annales Vedastini 891.
Ook in de Angelsaksische kroniek wordt naar deze slag verwezen (al wordt de plaats niet vermeld):
Toen voer dit leger oostwaarts, koning Arnulf vocht met het bereden leger, eer de schepen kwamen, met (de hulp van) de Oost-Franken, Saksen, Bajuwaren, (en) ze ontvluchtten hem.— Angelsaksische kroniek 891 (in sommige manuscripten onder 892).
De veldslag zou in Ten Hove (het huidige Groot Begijnhof) hebben plaatsgevonden, hoewel opgravingen op deze plek dit niet hebben kunnen bevestigen.
De Leuvense vlag bestaat uit drie horizontale banden: rood, wit en rood. Volgens de overlevering is dit een verwijzing naar de Slag bij Leuven. Tijdens de veldslag zou er zoveel bloed gevloeid hebben dat de twee oevers van de Dijle rood kleurden (de twee rode banden), waartussen de Dijle stroomde (de witte band). In werkelijkheid draagt de Leuvense vlag de kleuren van Neder-Lotharingen en is zij heraldisch wellicht niet ouder dan de 13e eeuw.